# Sweet Bird of Youth
Sweet Bird of Youth (br:Doce Pássaro da Juventude/pt:Corações na Penumbra) é uma produção estadunidense de 1962, do gênero drama, com a direção de Richard Brooks. Baseado na peça de Tennessee Williams

## Sinopse
O filme começa com o protagonista, Chance Wayne, bebendo café em um quarto de hotel em St. Cloud, Flórida, enquanto Princess Kosmonopolis, nome por trás do qual se esconde a decadente atriz Alexandra del Lago, dorme na cama no quarto. Princess concorda em ajudar a Chance iniciar uma carreira de ator. Mais tarde,Chance Wayne descobre que tem chance de se conciliar com Heavenly Finley, uma namorada a quem teve a infelicidade de contaminar com uma doença venérea. Isto provocou a ira de Boss Finley, o pai de Heavenly e uma poderosa figura na cidade. No final, não ocorre conciliação de Chance e Heavenly. Fica implícito que ele é castrado pelas mãos dos capangas de Boss Finley pelo fato de ter corrompido a sua filha.

## Elenco principal
- Paul Newman...Chance Wayne
- Geraldine Page...Alexandra del Lago
- Shirley Knight...Heavenly Finley
- Ed Begley...Tom Finley
- Rip Torn...Thomas J. Finley Jr.
- Mildred Dunnock...Tia Nonnie
- Madeleine Sherwood...Srta. Lucy
- Philip Abbott...Dr. George Scudder
- Corey Allen...Scotty
- Barry Cahill...Bud
- Dub Taylor...Dan Hatcher
- James B. Douglas...Leroy
- Barry Atwater...Ben Jackson
- Charles Arnt...Prefeito Henricks
- Dorothy Konrad...Maribelle Norris
- James Chandler...Prof. Brutus Haven Smith

1. ↑  Variety film review; February 28, 1962, page 6.
2. ↑  Harrison's Reports film review; March 10, 1962, page 34.